# Mochlozetes saltaensis
Mochlozetes saltaensis är en kvalsterart som beskrevs av Alzuet 1989. Mochlozetes saltaensis ingår i släktet Mochlozetes och familjen Mochlozetidae. Inga underarter finns listade i Catalogue of Life.